# Markus Thunholm
Karl Markus Thunholm, född 17 augusti 1984 i Stockholm, är en svensk  musikartist, skådespelare och youtuber med serien Byggis & Mackan.
Thunholm är sedan 2018 känd som "Mackan" i Youtube-kanalenduon Byggis & Mackan, tillsammans med Jens "Byggis" Byggmark.
Våren 2019 debuterade Thunholm som sångare med singeln Leva life, också tillsammans med Jens Byggmark. Låten, som producerades i samarbete med Anderz Wrethov och gavs ut på Universal Music Group, blev en sommarhit med en sommarturné och 1,2 miljon spelningar på Spotify (januari 2020). I december 2019 släpptes en balladversion i samarbete med Linda Bengtzing. Våren 2020 släppte duon singeln After Ski.

## Biografi
Markus Thunholm föddes 1984 i Stockholm. Efter affärsekonomistudier vid IHM Business School har han arbetat inom marknadsföring och PR, kombinerat med affärsinsatser inom spelbolag, jakt och underhållning. Bland annat som sponsoransvarig inom sportevenemang som Ultimate Fighting Championship och Gumball 3000. Insatserna inom jakt har också lett till att han varit värd för podden Jaktsnack (2019-).
Därutöver har han skådespelat i humorserierna Spiken (2018) som sändes på TV4 och i  Hasse (2019) med Pellen Productions på YouTube.

## Byggis & Mackan
Sedan 2018 är Markus Thunholm känd som "Mackan" på Youtube-kanalen Byggis & Mackan, i form av en duo tillsammans med Jens "Byggis" Byggmark.
I serien ägnar sig radarparet, som har gemensam bakgrund från bland annat Gumball 3000 och i intressen som jakt och idrott, åt att resa jorden runt och möta underhållare, entreprenörer och idrottsstjärnor. Tillsammans testar de sportaktiviteter, äter god mat och roar sig i interaktion med 9 270 följare (januari 2020). Duons debutavsnitt med 145 480 visningar skedde tillsammans med MMA-utövaren Alexander Gustafsson inför UFC 232-mästerskapen i Los Angeles, USA.
Våren 2019 debuterade Markus Thunholm som sångare med singeln Leva life tillsammans med Jens Byggmark. Låten, som producerades i samarbete med Anderz Wrethov och gavs ut på Universal Music Group, blev en sommarhit med en sommarturné och 1,2 miljoner spelningar på Spotify (januari 2020). I december 2019 släpptes en balladversion i samarbete med Linda Bengtzing. Våren 2020 släppte duon singeln After Ski (Eversound).

## Film- och diskografi
- Spiken (2018)
- Hasse (2019) (Pellen Productions)
- Byggis och Mackan (2018-)
- Leva life (2019) tillsammans med Jens "Byggis" Byggmark
- Leva life (2019) tillsammans med Jens "Byggis" Byggmark och Linda Bengtzing
- After Ski (2020) tillsammans med Jens "Byggis" Byggmark (Eversound)